# 라 이에나
《라 이에나》(스페인어: La hiena)은 1973년 방영된 멕시코의 텔레노벨라이다.